# Geografia del Senegal

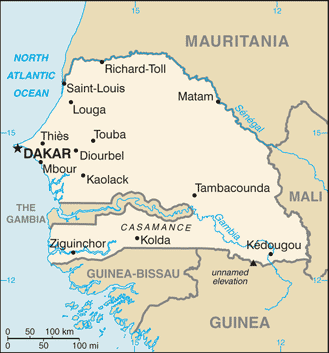
Mappa del Senegal.

Il Senegal è uno Stato situato nella parte nordoccidentale del continente africano.
Il Paese, che ha una superficie pari a 196.722 km² (come paragone, l'Italia ha una superficie di circa 301.000 km²), occupa l'estrema parte occidentale dell'Africa sudanese, affacciandosi ad ovest con un lungo tratto di costa sull'Oceano Atlantico; è compreso nel Senegal il punto più occidentale del continente africano, il Capo Verde.
Confina a nord con la Mauritania (813 km), a sud con la Guinea-Bissau (338 km), a sud-est con la Guinea (330 km), ad est con il Mali (419 km); ad ovest è bagnato dall'oceano Atlantico, con un tratto di costa di 531 km. Il Senegal racchiude interamente, all'interno del suo territorio, lo stato del Gambia (740 km la lunghezza della linea di confine), che è pertanto una sua enclave.

## Territorio

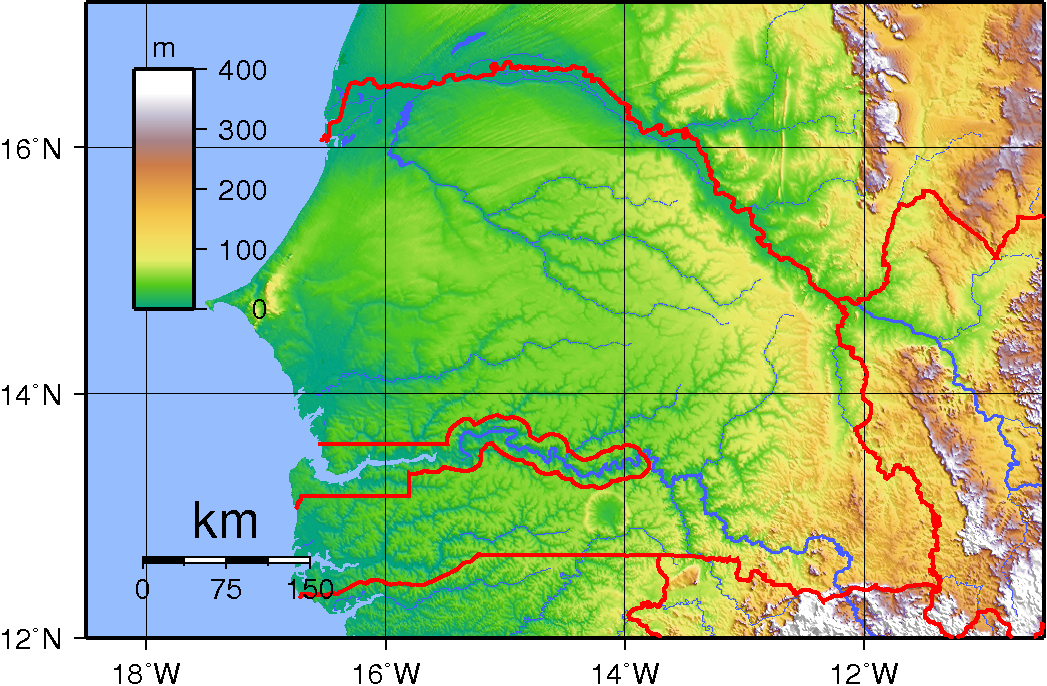
Topografia del Senegal: si evidenzia l'assoluta prevalenza di zone a bassa quota.

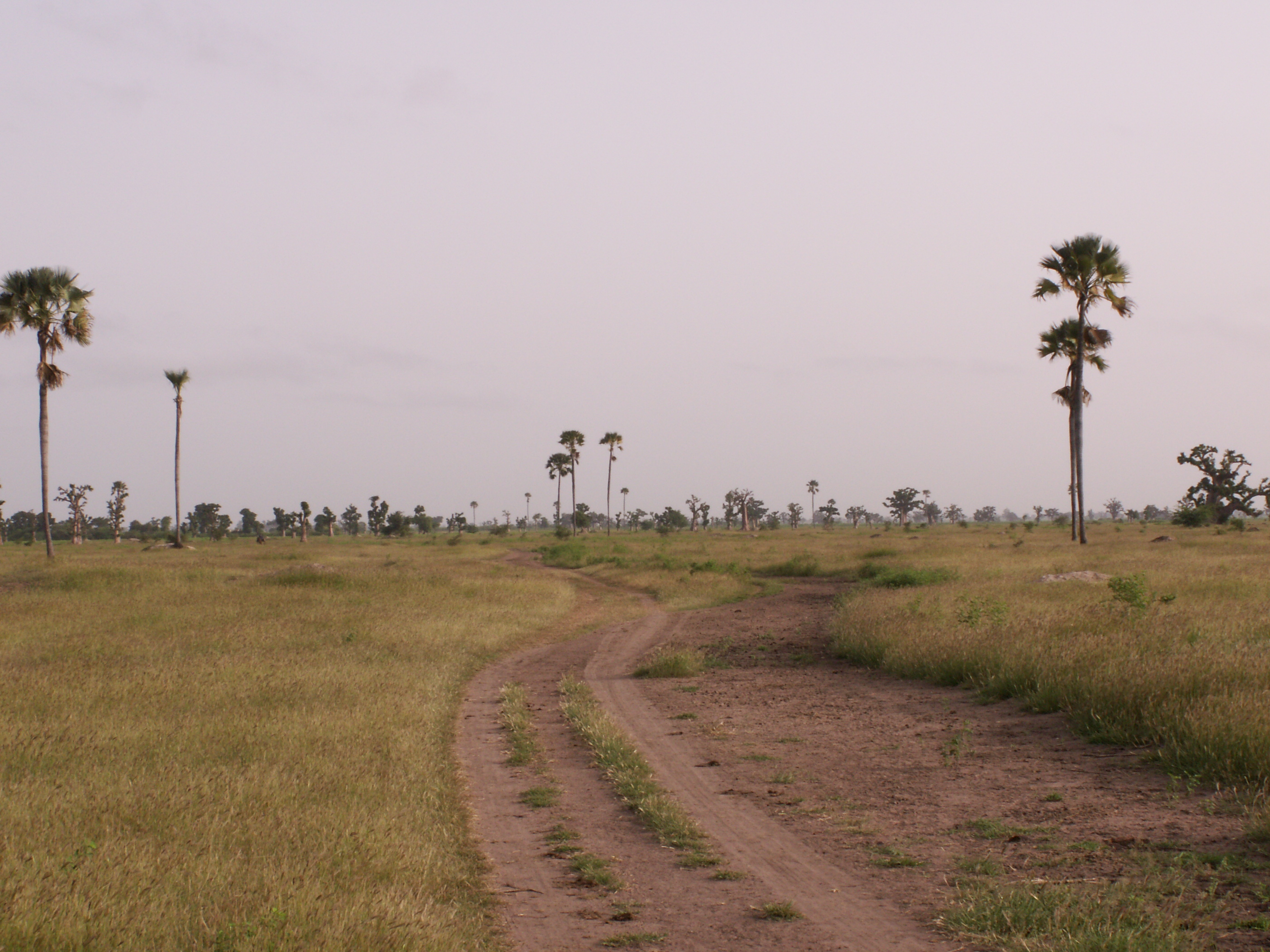
Paesaggio savanico nell'interno del Senegal.

Il territorio del Senegal si estende nella parte occidentale dell'Africa Sudanese compresa fra la grande ansa formata dal fiume Senegal, i primi contrafforti settentrionali del Fouta Djalon e il corso del fiume Casamance. La quasi totalità è costituita da un grande bassopiano, completamente pianeggiante o debolmente ondulato, che solo nell'estrema regione sudorientale si movimenta con una serie di rilievi collinari (culminanti a 581 metri s.l.m.) che preannunciano il massiccio del Fouta Djalon, situato però in territorio guineano.
Dal punto di vista geologico, questa conformazione è il risultato di numerosi processi di trasgressione e regressione marina (unite a fenomeni di sprofondamento tettonico risalenti al Cretaceo) che hanno interessato l'intera regione fin dall'era paleozoica, ricoprendo le originarie rocce di epoca precambriana sotto un'estesa copertura sedimentaria (calcari, marne, argilliti) che interessa attualmente la grande maggioranza del territorio con l'eccezione delle estreme regioni sudorientali, più mosse, formate in prevalenza da rocce plutoniche spesso metamorfosate.
La costa, generalmente bassa e sabbiosa, è costituita da diversi paesaggi che riflettono le differenze del clima, delle correnti marine, dell'idrografia e della geologia. La costa senegalese è divisa in Grande Côte e Petite Côte dalla penisola di Capo Verde. La Grande Côte (dalla penisola di Capo Verde al confine con la Mauritania) è caratterizzata dai niaye, dune di sabbia fine e chiara che costituiscono dei bassi rilievi, mentre la Petite Côte, estesa dal Capo Verde a Joal-Fadiouth (nella regione di Thiès, dove si entra nella regione del Siné-Saloum), è caratterizzata dalle spiagge coperte di conchiglie, con la presenza di vere e proprie isole costituite interamente da conchiglie e sabbia, al suolo. Tipici delle coste senegalesi sono i bolong, termine utilizzato per delineare gli estuari salati dei fiumi, caratterizzati da isole e isolotti per lo più coperti da foreste di mangrovie.
Nonostante la generale monotonia delle forme, è possibile distinguere (soprattutto in riferimento al clima e alla vegetazione) nel territorio senegalese alcune regioni naturali, fra di loro differenti.
- il Waalo (o Oualo, alla francese), attorno al basso corso del fiume Senegal;
- il Ferlo, una vasta regione geografica, piatta e arida, che occupa gran parte dell'interno del Senegal;
- il Siné-Saloum, corrispondente al delta dei due fiumi omonimi; la costa è costituita in massima parte da bolong, protetti nel Parco nazionale del delta del Saloum.
- l'Alto Gambia, nella parte sudorientale del Senegal, l'unica regione senegalese dove il paesaggio si movimenta con presenza di rilievi collinari;
- la Casamance, nell'estremo sud del Senegal e maggiormente differenziata dal resto del Paese, estesa su entrambe le sponde del fiume omonimo e caratterizzata da un ambiente tropicale piuttosto umido.

## Idrografia

Il bacino idrografico del fiume Senegal, il maggior fiume del Paese.

Il principale fiume del Paese, da cui prende il nome, è il Senegal che, nato in territorio maliano, marca interamente il confine settentrionale con la Mauritania. L'aridità delle regioni attraversate fa sì che il Senegal non abbia affluenti di rilievo in territorio senegalese; il principale è il Ferlo, un corso d'acqua non permanente che scorre solo durante la breve stagione delle piogge seccandosi progressivamente all'avanzare della stagione secca. Ancora più arida è la destra idrografica del fiume Senegal, in territorio mauritano, dal quale non arriva nessun tributario di qualche rilievo; la portata d'acqua è perciò determinata pressoché interamente dalle piogge estive che cadono nell'alto bacino, sui due rami sorgentizi Bafing e Bakoyé che attingono le acque dalla regione guineana.
Molto rilevante nell'idrografia senegalese è il Gambia, che nasce in Guinea e attraversa successivamente l'intera sezione sudorientale del Senegal, del quale costituisce il principale asse idrografico, ricevendo gli affluenti Niokolo Koba, Nieri Ko, Koulountou e Sandougou; il suo medio e basso corso è compreso interamente nell'omonimo Stato, che costituisce però per intero un'enclave senegalese. Il Gambia, pur essendo più breve (circa 1.100 chilometri), è però più ricco di acque rispetto al Senegal a causa del clima più umido delle regioni attraversate.
Altri corsi d'acqua di un certo rilievo sono il Saloum, che con gli affluenti Siné e Koula drena le acque della parte centro-occidentale del Paese e il Casamance, che attraversa l'estremo sud del Senegal, una regione più umida e tropicale che permette portate d'acqua più elevate, per quanto sempre dipendenti dall'andamento stagionale delle piogge.

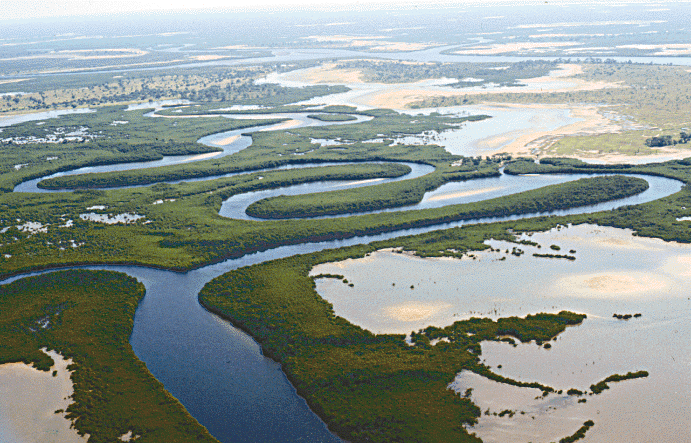
Fotografia aerea del delta del Saloum.

La piattezza della maggior parte del territorio porta a un deflusso lento e difficoltoso delle acque fluviali; per questo motivo i fiumi che si dirigono all'oceano si trasformano frequentemente in bolong, lunghi estuari salmastri coperti di mangrovie, che risalgono fino a molto lontano dalle coste atlantiche, creando ecosistemi particolari e rari ma portando anche problemi di salinizzazione che costituiscono un handicap naturale allo sviluppo agricolo delle regioni circostanti. Queste aree fanno parte di alcune riserve naturali che si prefiggono di tutelare l'avifauna, composta anche da imponenti stormi di uccelli migratori, e gli ambienti peculiari delle foreste di mangrovie e dei moltissimi canali lagunari, popolati da numerose specie ittiche e ricche di ostriche.
Le dighe sul fiume Senegal, come quella di Diama ad alcuni chilometri di Saint-Louis, hanno permesso di evitare in certe zone queste risalite nocive d'acqua salata. Grazie alla costruzione della diga di Diama diverse attività agricole come il riso o la canna da zucchero hanno potuto essere sviluppate. Non è il caso del Casamance, il cui corso verosimilmente non sarà mai modificato da un sistema di dighe. Da un lato per questioni tecniche: a marea alta l'acqua salata risale fino a Sédhiou, in alta Casamance, anche se la bocca del fiume è in media molto ampia (2 chilometri) e la costruzione di una diga sarebbe, perciò, oltre che difficile, soprattutto molto costosa.

## Clima

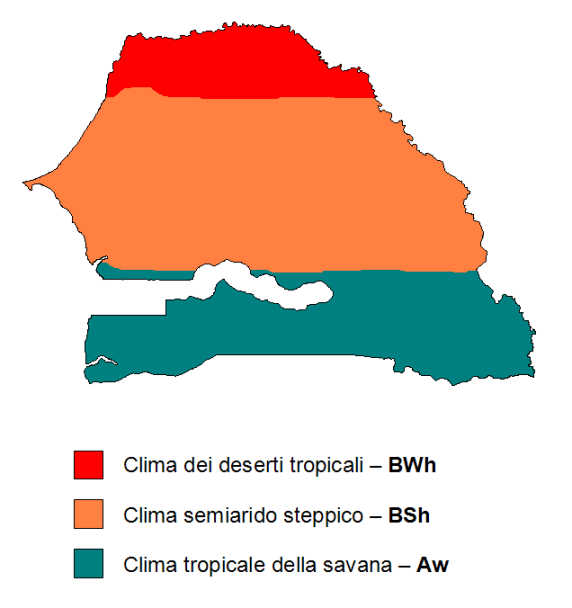
I climi del Senegal, secondo la classificazione climatica di Köppen.

Il territorio senegalese è compreso per intero nel dominio dei climi tropicali (gruppi A e B secondo la classificazione dei climi di Köppen).

### Meccanismi climatici
Durante l'anno le caratteristiche del tempo atmosferico sono determinate dall'oscillazione annua in senso nord-sud della linea di convergenza intertropicale, che determina sia gli andamenti termici sia, soprattutto, gli andamenti pluviometrici, che come in tutte le zone tropicali sono molto più rilevanti nel definire le differenti stagioni. Nei mesi invernali le alte pressioni relative che si instaurano all'interno del continente provocano movimenti di masse d'aria provenienti da nordest, molto secche (harmattan); nel periodo estivo tale circolazione si inverte, causando l'afflusso di aria umida equatoriale.
Nell'anno vengono individuate 2 stagioni principali, di lunghezza variabile:
- la stagione secca (conosciuta localmente come nor),[3] fra novembre/dicembre ed aprile/maggio, al termine della quale si raggiungono le temperature massime annue;
- la stagione umida (conosciuta localmente come navet),[3] generalmente coincidente con i mesi estivi (giugno-settembre), che vede anche una certa diminuzione delle temperature.

Si possono poi osservare due stagioni di transizione, nei periodi di novembre-dicembre e maggio (conosciute, rispettivamente, come loli e tioron), caratterizzate da precipitazioni e temperature moderate, che preannunciamo le stagioni estreme.

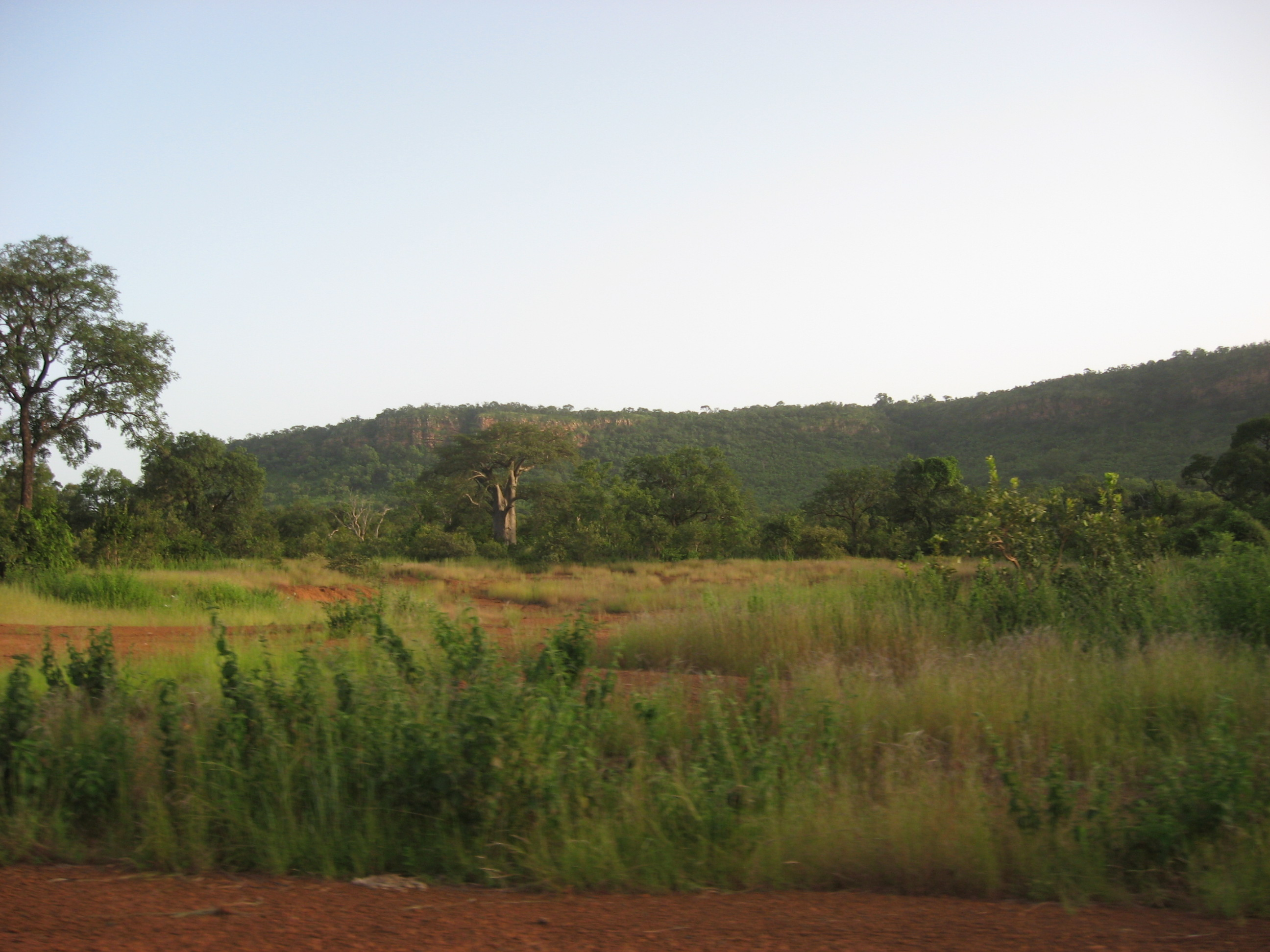
Il paesaggio verdeggiante del Senegal sudorientale durante la stagione umida.

In generale, seguendo una regola comune a tutta l'Africa saheliana, mano a mano che si procede da sud verso nord la stagione umida si accorcia e le precipitazioni diminuiscono; nel nord il clima è arido con caratteristiche predesertiche, annunciando l'ingresso nella regione sahariana, mentre nella parte meridionale (a sud dell'enclave del Gambia) il clima preannuncia la regione guineana, con lunga stagione umida (5-6 mesi) e precipitazioni discretamente abbondanti.

### Temperature e precipitazioni
Le temperature medie sono elevate su quasi tutto il Paese, particolarmente nelle zone interne lontane dall'influenza oceanica. A Matam, nel nord, esse oscillano fra i valori medi intorno ai 24 °C in dicembre e gennaio e intorno ai 34 °C in maggio, con media annue di circa 29 °C; Kédougou, situata all'estremo sud a poca distanza dal confine guineano, ha differenze meno marcate registrando medie di 26 °C in gennaio, 32 °C in aprile, con una media annua di 28 °C. Lungo la costa assume una certa importanza l'influenza oceanica dell'Atlantico, relativamente fresco, che mitiga le temperature. Dakar e Saint-Louis, nel centro-nord, hanno temperature medie annue di circa 24 °C, oscillanti dai 21 °C medi di gennaio e febbraio ai 28 °C di settembre e ottobre; nel sud del Paese, a Ziguinchor, la temperatura media annua è invece di circa 26 °C, con estremi di 23 °C in gennaio e 28 °C in maggio/giugno.
L'andamento delle precipitazioni sul territorio nazionale vede un progressivo aumento delle quantità annue procedendo dal nord semiarido al sud più umido, che preannuncia l'africa guineana. La città di Saint-Louis, nel nord, registra in media meno di 400 millimetri annui, concentrati per la maggior parte nei tre mesi di giugno, luglio e agosto; Valori di poco superiori (circa 500 millimetri annui) si registrano a Dakar, poco più a sud. All'estremo opposto, nel sud, la città di Ziguinchor registra quasi 1.500 millimetri all'anno, concentrati quasi totalmente in una stagione umida che si protrae da giugno a ottobre; valori e distribuzioni simili si hanno anche nelle zone interne del sud (a Kédougou si registrano circa 1.300 millimetri annui).

## Ecosistemi
- Foresta tropicale: in Bassa-Casamance e soprattutto nella zona di confine con la Guinea-Bissau.
- Mangrovie: nell'insieme della Bassa Casamance e del Siné-Saloum, di Joal-Fadiouth fino a Cap Skirring.
- Boscaglia caratterizzata da Baobab secolari, tamarindi e acacie spinose: In Senegal centrale.
- Deserto di dune: nella regione di Saint-Louis, a l'estremo Nord del paese, nella parte più settentrionale del Ferlo.
- Laghi: Il lago di Guiers e l'insieme dei bacini permanenti o provvisori lungo il fiume Senegal.
- Laghi salati: il cosiddetto  lago Rosa, il lago Mbeubeusse e numerosi piccoli laghi in prossimità della Piccola Costa.
- Savana: al sud d'una riga virtualmente tracciabile tra Mbour e Kidira, la boscaglia chiara si trasforma in savana, più particolarmente presente nella regione di Tambacounda.